# Rhododendron dawuense
Rhododendron dawuense är en ljungväxtart som beskrevs av H.P. Yang. Rhododendron dawuense ingår i släktet rododendron, och familjen ljungväxter. Inga underarter finns listade i Catalogue of Life.